# Sylwester Węgrzyn
Sylwester Węgrzyn (ur. 2 maja 1972 w Zalesiu) – polski lekkoatleta, sprinter, mistrz i reprezentant Polski.

## Kariera sportowa
Był zawodnikiem Chemika Kędzierzyn, Unii Kędzierzyn i od 1995 Śląska Wrocław.
Na mistrzostwach Polski seniorów na otwartym stadionie wywalczył cztery medale: trzy złote w sztafecie 4 x 400 metrów (1996, 1997 i 1998) oraz brązowy w biegu na 400 metrów (1995). Na halowych mistrzostwach Polski seniorów zdobył srebro (1992) i brąz (1995) w biegu na 400 metrów.
Reprezentował Polskę w zawodach superligi Pucharu Europy w 1993, zajmując siódme miejsce w sztafecie 4 x 400 m, z wynikiem 3:09,29 oraz w zawodach I ligi Pucharu Europy w 1996, zajmując w tej samej konkurencji drugie miejsce, z wynikiem 3:06,44.
Złoty medalista igrzysk bałtyckich w sztafecie 4 x 400 metrów (1997).
Rekordy życiowe:
- 200 m: 21,56 (13.08.1995)
- 400 m: 47,02 (19.08.1995)